# SN 2008eu
SN 2008eu – supernowa typu II odkryta 9 sierpnia 2008 roku w galaktyce E289-G10. W momencie odkrycia miała maksymalną jasność 15,60m.